# Динамо-3
«Дина́мо-3» — друга резервна команда клубу «Динамо» (Київ), що змагалася в Другій лізі з 1997 по 2008 роки.

## Історія
З 1992 року «Динамо-3» виступало у Чемпіонаті України серед аматорів, причому 1993 року займало 3-тє місце у своїй групі, а 1995-го — 2-ге.
1997 року третя команда «Динамо» (Київ) почала виступи у Другій лізі. Найвищим результатом став перший сезон, в якому команда зайняла 2-ге місце у своїй групі та дійшла до 1/16 фіналу Кубку України. Відповідно до регламенту команда не могла вийти до Першої ліги, оскільки там вже грав інший фарм-клуб «Динамо» — «Динамо-2». Внаслідок реформування чемпіонату дублерів і Вищої ліги після сезону 2007/08, знялась зі змагань Другої ліги.
Команда також здобула перемогу на Меморіалі Олега Макарова 2005 року.

## Статистика виступів
| Сезон   | Ліга          | Місце | І  | В  | Н  | П  | ГЗ | ГП | О  | Кубок України[2]           |
| ------- | ------------- | ----- | -- | -- | -- | -- | -- | -- | -- | -------------------------- |
| 1997-98 | Друга гр. «А» | 2     | 34 | 21 | 7  | 6  | 59 | 24 | 70 | 1/16 фіналу                |
| 1998-99 | Друга гр. «А» | 5     | 28 | 13 | 7  | 8  | 30 | 26 | 18 | 1/128 фіналу               |
| 1999-00 | Друга гр. «А» | 9     | 30 | 10 | 11 | 9  | 38 | 26 | 41 | 1/8 фіналу Кубка 2-ї ліги  |
| 2000-01 | Друга гр. «А» | 7     | 30 | 12 | 10 | 8  | 26 | 16 | 46 | 1/16 фіналу Кубка 2-ї ліги |
| 2001-02 | Друга гр. «Б» | 6     | 34 | 16 | 9  | 9  | 48 | 32 | 57 |                            |
| 2002-03 | Друга гр. «А» | 5     | 28 | 14 | 8  | 6  | 30 | 22 | 50 |                            |
| 2003-04 | Друга гр. «А» | 11    | 30 | 9  | 7  | 14 | 26 | 27 | 34 |                            |
| 2004-05 | Друга гр. «А» | 10    | 28 | 9  | 7  | 12 | 31 | 35 | 34 |                            |
| 2005-06 | Друга гр. «А» | 11    | 28 | 7  | 8  | 13 | 17 | 28 | 29 |                            |
| 2006-07 | Друга гр. «А» | 11    | 28 | 5  | 10 | 13 | 29 | 32 | 25 |                            |
| 2007-08 | Друга гр. «А» | 10    | 30 | 9  | 5  | 16 | 30 | 43 | 32 |                            |

## Кращі гвардійці та бомбардири
Списки кращих гвардійців та бомбардирів "Динамо-3".
| № | Кращі гвардійці       | Кращі гвардійці |           | №                     | Кращі бомбардири | Кращі бомбардири |
| № | Футболіст             | М               | Футболіст | №                     | Г                |                  |
| - | --------------------- | --------------- | --------- | --------------------- | ---------------- | ---------------- |
| 1 | Денис Русін           | 75              | 1         | Станіслав Попов       | 17               |                  |
| 2 | Ігор Скоба            | 74              | 2         | Юрій Шевель           | 16               |                  |
| 3 | Олександр Шевелюхін   | 71              | 3         | Богдан Єсип           | 14               |                  |
| 3 | Володимир Черніков    | 71              | 4         | Ігор Рудюк            | 12               |                  |
| 4 | Артем Старгородський  | 67              | 5         | Сергій Рожок          | 11               |                  |
| 5 | Руслан Єрмоленко      | 66              | 6         | Дмитро Бровкін        | 10               |                  |
| 6 | Юрій Шевель           | 63              | 6         | Дмитро Пінчук         | 10               |                  |
| 7 | Володимир Петровський | 61              | 6         | Андрій Герасименко    | 10               |                  |
| 7 | Сергій Шахов          | 61              | 7         | Сергій Зелді          | 9                |                  |
| 8 | Володимир Яланський   | 58              | 7         | Руслан Єрмоленко      | 9                |                  |
| 8 | Євгеній Лозінський    | 58              | 7         | Володимир Петровський | 9                |                  |

## Видатні футболісти
У список включено гравців, що виступали за національні збірні
| Воротарі - Денис Бойко - Ілля Близнюк - Тарік Ель Жармуні - Рустам Худжамов Захисники - Віталій Мандзюк - Євген Чеберячко | - Віталій Федорів - Григорій Ярмаш - Микола Волосянко - Олександр Кирюхін Півзахисники - Денис Гармаш - Дмитро Михайленко - Олександр Максимов | - Валентин Слюсар - Андрій Богданов - Олександр Хацкевич - Олександр Алієв - Володимир Польовий - Денис Онищенко Нападники - Артем Мілевський - Віктор Леоненко |